# Глаттбах
Глаттбах (нім. Glattbach) — громада в Німеччині, розташована в землі Баварія. Підпорядковується адміністративному округу Нижня Франконія. Входить до складу району Ашаффенбург.
Площа — 3,54 км2. Населення становить 3371 ос. (станом на 31 грудня 2020).